# Фёдоровка (городской округ город Уфа)
1. перенаправление Федоровка (Уфа)